# La Cream
La Cream var en svensk eurodance-grupp som var verksam åren 1997-2000.
Gruppen bestod av sångerskan Tess Mattisson som var producerad av Freddie Stjerna (före detta Hogblad) tillsammans med Ari Lethonen. Gruppen splittrades när Tess Mattisson satsade på en solokarriär.
Alla låtar producerades i Faceless Production Studio / Dr Records. Gruppen signades av Label Manager/A&R Menne Kosta på Dr Records. Exekutiv producent var Dr. Alban.

## Diskografi

### Album
- Sound & Vision (1999)

### Singlar
- Château d'Amour (1997)
- You (1998)
- Say Goodbye (1999)
- Free (1999)